# 신서중학교
신서중학교(新西中學校)는 대한민국 서울특별시 양천구 신정동에 있는 공립 중학교이다.

## 학교 연혁
- 1982년 12월 9일 : 신서중학교 설립 인가
- 1983년 3월 4일 : 제1회 입학식
- 1983년 5월 6일 : 개교식
- 1986년 2월 13일 : 제1회 졸업식
- 2012년 9월 7일 : 인조잔디 운동장 조성
- 2013년 3월 1일 : 중1 진로탐색 집중학년제 연구학교 지정
- 2014년 3월 1일 : 자유학기제 중1 진로탐색 연구학교 지정
- 2014년 3월 1일 : 교육부 디지털 교과서 연구학교 지정
- 2022년 9월 1일 : 제13대 손기서 교장 취임
- 2023년 9월 1일 : 제14대 김경호 교장 취임
- 2025년 1월 6일 : 제40회 졸업식 (총 졸업생 28,153명)
- 2025년 3월 1일 : 제15대 윤득희 교장 취임
- 2025년 3월 4일 : 제43회 입학식
- 2025년 4월 2일 : 디지털 기반 학생 맞춤교육 선도학교 지정

## 참고 자료
- 신서중학교 - 한국교육학술정보원 학교알리미